# White Rock (Columbia Británica)
White Rock fundada en 1957,  es una ciudad de la provincia canadiense de Columbia Británica. Se localiza a unos 45 km de la ciudad de Vancouver, y está a unos 5 minutos de la frontera con los Estados Unidos. Es parte del Distrito Regional del Gran Vancouver. Su nombre se deriva de que en la playa se localiza una gran piedra blanca (white rock en inglés). Población de 21.939 habitantes, con una superficie total de 5,12 km².

## Turismo
El paseo marítimo de White Rock, la zona de Five Corners y Uptown ofrecen una variedad de restaurantes, tiendas y servicios. 
El emblemático muelle de White Rock corona el paseo marítimo de la ciudad. El paseo marítimo también alberga una vía férrea utilizada por BNSF (Burlington Northern Santa Fe) y una histórica estación de tren que alberga el Museo y Archivos de White Rock. 
Atrayendo a una población diversa, desde familias jóvenes hasta jubilados, White Rock ofrece la amabilidad de un pueblo pequeño con las comodidades de un centro urbano moderno. 

## Lista de Referencias
1. 1 2 3  «About White Rock | White Rock, BC». www.whiterockcity.ca. Consultado el 11 de junio de 2025.

- Wikimedia Commons alberga una categoría multimedia sobre White Rock.

- Datos: Q629056
- Multimedia: White Rock, British Columbia / Q629056